# Archives départementales
 (août 2014).
Si vous disposez d'ouvrages ou d'articles de référence ou si vous connaissez des sites web de qualité traitant du thème abordé ici, merci de compléter l'article en donnant les références utiles à sa vérifiabilité et en les liant à la section « Notes et références ».

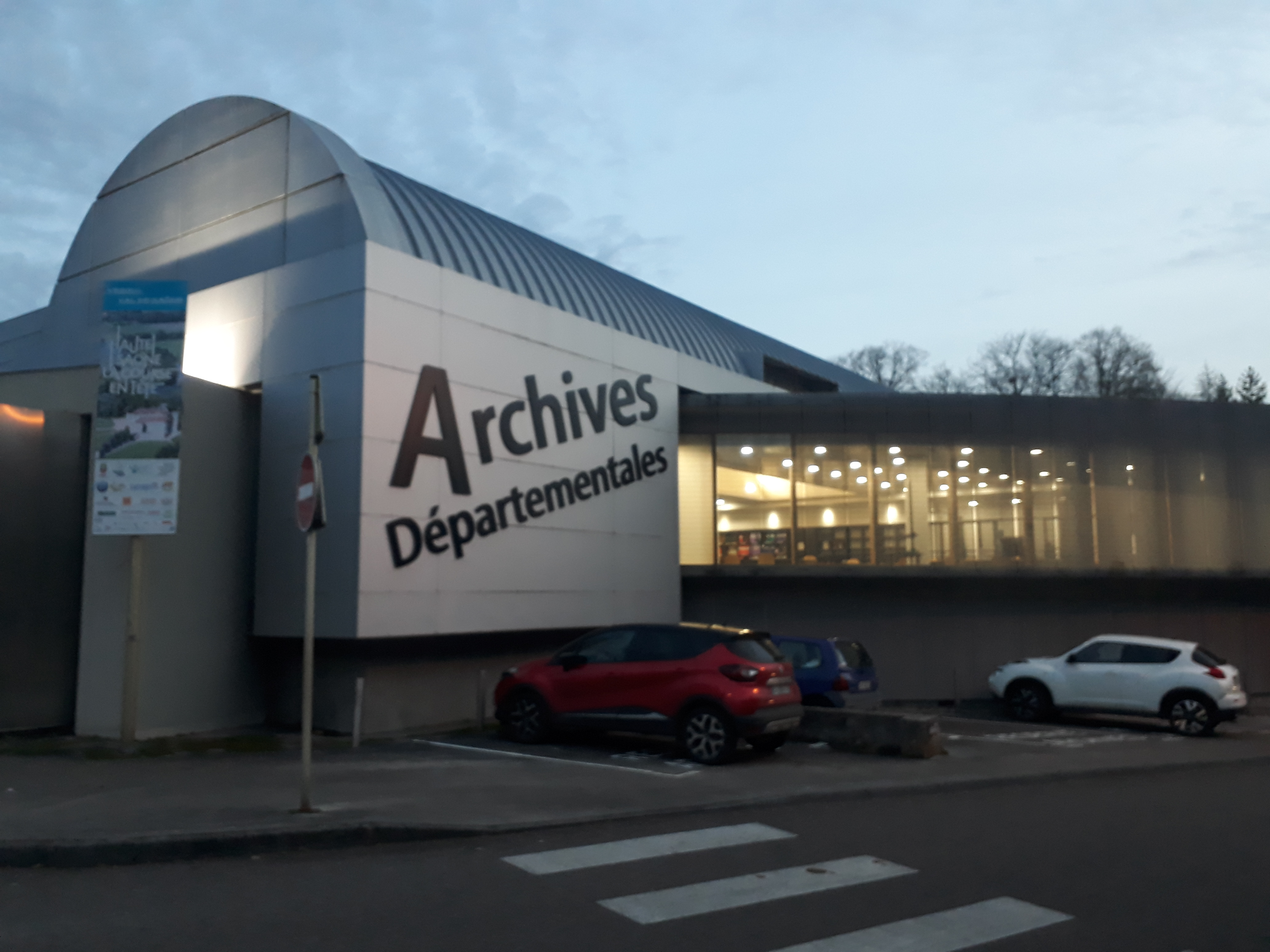
Archives départementales de la Haute-Saône, située à Vesoul

En France, l’expression « archives départementales » désigne à la fois l'administration chargée de la gestion des archives produites dans un département, officiellement dénommée service départemental d'archives et le bâtiment où ces archives sont conservées et consultables par le public. L'expression est très rarement employée pour désigner les documents d'archives eux-mêmes : les archives propres au département en tant que collectivité territoriale forment seulement une petite partie de ces archives.
Dans plusieurs départements, un guide des archives a été publié dans la seconde moitié du XXe siècle pour présenter au public ces différents aspects.
Dans la très grande majorité des départements, les archives départementales sont situées dans le chef-lieu mais il existe quelques exceptions. Dans certains départements, elles sont situées dans une commune adjacente du chef-lieu : en Allier (à Yzeure), en Eure-et-Loir (Mainvilliers), en Isère (Saint-Martin-d'Hères), en Haute-Marne (Chamarandes-Choignes), en Moselle (Saint-Julien-lès-Metz), dans le Pas-de-Calais (Dainville) et en Seine-et-Marne (Dammarie-les-Lys). Celles du Var sont toujours situées à Draguignan qui n'est plus préfecture depuis 1974. Celles de l'Essonne sont au domaine de Chamarande. Dans les Yvelines, les archives départementales sont à  Montigny-le-Bretonneux, au sein de la ville nouvelle de Saint-Quentin-en-Yvelines, depuis 2003.

## Histoire
Les archives départementales ont été créées dans chaque département en vertu de la loi du 5 brumaire an V (26 octobre 1796). Elles étaient destinées à conserver les archives de l’Ancien Régime (y compris celles des évêchés, abbayes, etc. disparus) ainsi que les archives des nouvelles institutions.
La loi du 28 pluviôse an VIII prévoit que le préfet soit chargé de la surveillance des archives. Il semble que ces derniers s’en soient assez peu préoccupés alors. La loi du 10 mai 1838 fait de la conservation des archives une dépense obligatoire pour les départements. Elle est complétée par plusieurs circulaires et « instructions » du ministère de l’Intérieur établissant notamment un cadre de classement uniforme (voir ci-dessous).
Le décret du 4 février 1850 confère le monopole des postes d'archiviste départemental aux élèves diplômés de l'École des chartes, ou à défaut aux titulaires d'un certificat délivré par une commission établie au ministère de l'Intérieur. Cette situation favorise le classement et le tri des archives, ainsi que l’élaboration et l’impression d’instruments de recherche.
Plusieurs archives départementales ont subi des destructions, parfois très importantes, durant la Première et la Seconde Guerre mondiale. Par exemple à Arras, le palais Saint-Vaast qui abritait les archives départementales du Pas-de-Calais a été détruit dès 1914 par les canons allemands, les archivistes n'ont pu sauver dans une cave non occupée par les défenseurs de la ville qu'une partie des archives les plus précieuses
La Seconde Guerre mondiale perturbe à nouveau les services. Après la Libération, les archives départementales connaissent une période plus faste, avec une augmentation de leur personnel. C'est souvent l'occasion de construire de nouveaux bâtiments d'archives.
Les lois de décentralisation de 1983 confient aux départements la gestion des archives départementales, officiellement appelées « services départementaux d’archives ». En application du Code du patrimoine, l'État (ministère de la Culture) continue toutefois d'exercer le contrôle scientifique et technique, assuré par le Service interministériel des Archives de France ; de plus, le directeur des Archives départementales est toujours un conservateur du corps d'État, qui exerce par délégation du Préfet le contrôle scientifique et technique sur les archives des collectivités territoriales de son département.

## Statut et missions

### Statut
Les archives départementales sont principalement un service du département, placé sous l’autorité du président du conseil départemental et, subsidiairement, un service déconcentré de l’État placé sous l’autorité du préfet et du ministre de la Culture.
Les archives départementales exercent en effet des missions dévolues à l’État :
- en conservant des archives qui restent la propriété domaniale de l’État ;
- en exerçant un contrôle scientifique et technique sur les archives des communes, de leurs groupements et établissements publics[4].

Afin de pouvoir exercer ces fonctions régaliennes, les directeurs d'archives départementales sont toujours des conservateurs ou conservateurs généraux du patrimoine de la fonction publique d'État, mis à disposition des conseils départementaux. Certains postes de conservateurs, ainsi que des postes de chargés d'études documentaires ou de secrétaires de documentation, au sein des archives départementales, sont également des postes d'État mis à disposition, d'autres dépendent de la fonction publique territoriale.

### Documents conservés
L’arrêté du 1er juillet 1921 portant règlement général des archives départementales en définissait officiellement la composition en ces termes :
« a) Des titres des institutions et des établissements de l'Ancien Régime supprimés en 1790 et années suivantes, et des papiers des particuliers séquestrés pendant la Révolution ;
b) Des papiers des administrations et institutions publiques qui se sont succédé dans les départements depuis 1790 jusqu'à l'an VIII (départements, districts, municipalités de canton, tribunaux ou commissions révolutionnaires, comités de surveillance, sociétés populaires, etc.) ;
c) Des papiers des administrations et établissements dont les lois, décrets ou règlements ont prescrit ou autorisé le versement dans les Archives départementales. »
La liste des types de documents conservés, gérés et mis en valeur par les archives départementales est désormais fixée par l’article R. 212-62 du code du patrimoine :
- les documents d’Ancien Régime qui lui ont été attribués depuis l’an V (ou ultérieurement) ;
- les archives propres du département depuis la Révolution ;
- les archives des services déconcentrés de l’État et des établissements publics, dont le siège est situé dans le département (préfectures, rectorats, DRASS ( DASS ou Assistance Publique : Pupilles de l'État), mais aussi universités, agences de l’eau…) ;
- les archives notariales des notaires du département ;
- certaines archives communales dont le dépôt est, selon les cas, volontaire ou obligatoire ;
- les archives privées déposées ou les archives d’origine privée dont la propriété a été transférée (par don, legs ou vente) au département.

En outre, les départements comprenant le chef-lieu de la région peuvent, par convention avec le conseil régional, conserver les archives régionales ou une partie d’entre elles.
Enfin, les archives départementales de la Guadeloupe, de la Guyane et de la Martinique sont attributaires du dépôt légal.
Pour l’essentiel, la législation est celle des archives publiques françaises.

## Le cadre de classement des archives départementales

### Notion de «cadre de classement»
Le classement des archives s’appuie sur un cadre de classement, commun à tous les départements français, composé de séries identifiées par une lettre (majuscule). Les éventuels numéros de sous-séries peuvent varier en fonction de l’histoire du département et de celle de son dépôt d’archives : les dépôts et versements des notaires seront par exemple classés en sous-série 3E dans tel département et en sous-série 5E dans tel autre.
Après l'identification de la série ou sous-série, la consultation des inventaires ou des répertoires numériques de cette série doit fournir une cote ou référence indispensable pour la communication de l’article souhaité.
Dans certains services d’archives départementaux, le cadre de classement comporte des aménagements tenant compte de l’histoire institutionnelle spécifique de ces départements et de l'existence de fonds d'archives atypiques (départements d'outre-mer, gestion par la Compagnie des Indes sous l’Ancien régime, etc.). Certaines séries peuvent donc ne pas être présentes dans certains dépôts.
Le cadre de classement actuel des Archives départementales est pour l'essentiel fixé par la circulaire AD 98-8 du 18 décembre 1998 de la direction des Archives de France, qui reprend, précise et complète les circulaires antérieures.

### Séries ou sous-séries sans limitation de dates
- Série E (sous-série variable) : état civil (peuvent contenir, par exception, des articles postérieurs à 1790) ; archives notariales (peuvent contenir, par exception, des articles postérieurs à 1790)
- Série E-dépôt : registres paroissiaux, d'état civil et archives communales déposées (collections communales déposées) - (toutes dates
- Série H-dépôt : archives hospitalières déposées (toutes dates)
- Série J : documents divers (entrés par voie extraordinaire) (toutes dates)
- Série ETP : certains organismes publics dotés de la personnalité juridique (chambres de commerce et d'industrie, pour les fonds ouverts avant 1940 et que l'on ne souhaite pas diviser entre des séries distinctes (toutes dates)

### Séries anciennes (archives antérieures à 1790)
| Série A | Actes du pouvoir souverain ; domaine                                                                            |
| Série B | Cours et juridictions : parlements, bailliages, présidiaux, sénéchaussées, amirauté, juridictions seigneuriales |
| Série C | Administrations provinciales : Intendance                                                                       |
| Série D | Instruction publique, sciences et arts                                                                          |
| Série E | Féodalité ; archives familiales ; corporations                                                                  |
| Série F | Documents et fonds d'archives divers ; archives civiles. Cette série est close depuis 1998.                     |
| Série G | Clergé séculier (anciens diocèses, chapitres cathédraux, paroisses, cures)                                      |
| Série H | Clergé régulier (abbayes, prieurés, collégiales)                                                                |
| Série I | Fonds protestants. Cette série est close depuis 1998.                                                           |

### Séries d'époque révolutionnaire (1789 à 1800)
| Série K | Lois, ordonnances, arrêtés (1789-1940) (en partie)                            |
| Série L | Fonds de la période révolutionnaire (1789-1800) : administrations ; tribunaux |
| Série Q | Domaines ; enregistrement ; hypothèques (en partie)                           |

### Séries modernes (1800 à 1940)
| Série M | Administration générale : élections et listes électorales, recensements, etc |
| Série N | Administration et comptabilité départementales                               |
| Série O | Administration communale                                                     |
| Série P | Finances ; impôts, cadastre                                                  |
| Série Q | Domaines ; enregistrement ; hypothèques                                      |
| Série R | Guerres et affaires militaires                                               |
| Série S | Travaux publics ; transports                                                 |
| Série T | Enseignement ; culture ; sports                                              |
| Série U | Justice                                                                      |
| Série V | Cultes                                                                       |
| Série X | Assistance publique                                                          |
| Série Y | Établissements pénitentiaires                                                |
| Série Z | sous-préfectures                                                             |

### Archives contemporaines
- Série W : Archives publiques postérieures à 1940 (10 juillet 1940)

La série W a été créée le 31 décembre 1979 pour prendre en charge les versements des services administratifs et des juridictions pour la période postérieure à 1940.
La série W est fondée sur le principe du versement comme unité de prise en charge, de classement et d'indexation des archives. Les versements se définissent comme l'ensemble des documents d'une même provenance entrés à une même date aux archives.
Le principe est celui d'une numérotation continue des versements :
- de 1 à 999 pour les versements entrés antérieurement à 1980,
- à partir de 1000 pour les versements entrés à partir du 1er janvier 1980.

Afin de permettre une recherche plus aisée, une indexation est associée en principe à la série W, qui se fonde sur le thésaurus W. Par ailleurs, par principe, il convient de présenter les instruments de recherche de la série W en fonction des services producteurs (voir respect des fonds).

### Séries particulières
- Série Fi : Cartes, plans et documents figurés d'origine privée
- Série Mi : Microfilms
- Série AV : archives sur support audiovisuel d'origine privée